# Tenuignathia
Tenuignathia is een geslacht in de taxonomische indeling van de tandmondwormen (Gnathostomulida).

## Soorten
- Tenuignathia rikerae
- Tenuignathia vitiensis